# Temnosira saltuum
Temnosira saltuum är en tvåvingeart som först beskrevs av Carl von Linné 1758.  Temnosira saltuum ingår i släktet Temnosira, och familjen prickflugor. Arten är reproducerande i Sverige.